# Indre Finnmarks prosteri

Prosterier i Nord-Hålogalands stift. Det orangea området på kartan är Indre Finnmarks prosteri.

Indre Finnmarks prosteri (norska: Indre Finnmark prosti) är ett kontrakt (prosteri, norska: prosti) i Nord-Hålogalands stift inom Norska kyrkan. Kontraktet omfattar kommunerna Karasjok, Kautokeino, Nesseby, Porsanger och Tana i Finnmark fylke i norra Norge.
Indre Finnmarks prosteri är det enda kontraktet inom Norska kyrkan där den samiska befolkningen är i majoritet. Det innebär att kontraktet har samiska som förvaltningsspråk i linje med norska. Prosten har sitt säte i Karasjok.

## Socknar
Indre Finnmarks prosteri består av fem socknar (norska: sokn eller sogn), motsvarande kommunerna:
- Karasjoks socken
- Kautokeino socken
- Nesseby socken
- Porsangers socken
- Tana socken